# Andrena linsleyana
Andrena linsleyana är en biart som beskrevs av Thorp 1987. Andrena linsleyana ingår i släktet sandbin, och familjen grävbin. Inga underarter finns listade i Catalogue of Life.